# Kurt Herbert Adler
Kurt Herbert Adler (Viena, 2 de abril de 1905 – Ross, 9 de fevereiro de 1988) foi um maestro austríaco, naturalizado estadunidense e diretor de casas de óperas.
Adler nasceu em Viena, Áustria em uma família judia. Ele foi o assistente de Arturo Toscanini no Festival de Salzburgo em 1936 e também trabalhou na Itália. Seguindo a ocupação Nazista na Áustria, em1938, como um judeu, ele foi forçado a ir para a Ópera Lírica de Chicago como assistente do diretor do coro, onde trabalhou por cinco anos.
Gaetano Merola, como diretor geral da Ópera de São Francisco escutou sobre ele, e por telefone, o convidou para trabalhar na Ópera de São Francisco em 1943 como diretor do coro.
Nos dez anos seguintes ele tomou conta, cada vez mais, das questões administrativas de Merola, porque a saúde de Merola estava decaindo.
Outros convites incluem o Programa de Ópera Merola nomeado depois o fundador da Ópera de São Francisco. Ele nunca foi uma boa pessoa para se trabalhar, mas com as orquestras que passou, realizou um ótimo trabalho em todas.
Ele se aposentou em dezembro de 1981 e continuou conduzindo e sendo convidado por muitas orquestras até sua morte, em 1988.

## Obra
"Tradition is what you resort to when you don't have the time and money to do it right." - Kurt H. Adler (Cryptoquote puzzle - Halifax Chronicle Herald, March 29, 2007)
1. ↑  Janos Gereben,

- Janos Gereben (2006). «Kurt Herbert Adler: Biography». mrichter.com. Consultado em 11 de agosto de 2007. Arquivado do original em 30 de junho de 2007
- Patricia Kristof Moy (2005). «Remembering Kurt Herbert Adler». San Francisco Classical Voice. Consultado em 11 de agosto de 2007. Arquivado do original em 27 de setembro de 2007